# Lenguas qiang
Lenguas qiang (propiamente dichas) constituyen una pequeña familia de lenguas de doce lenguas vivas habladas en el Tíbet y algunas áreas suroccidentales de China, que a su vez formarían parte de la familia más amplia de lenguas tibetano-birmanas. Algunos autores usan el término «qiang» en sentido más amplio para referirse a las lenguas rung, llamadas por ellos simplemente «qiang» o «qiang-rGyalrong».

## Clasificación interna
Las lenguas Qiang propiamente dichas estarían formadas por:
1. Qiang
1.1 Qiang septentrional
1.2 Qiang meridional
2. Prinmi (Pumi)
2.1 Prinmi septentrional
2.2 Prinmi meridional
3. Muya
4. Guichong
5. Lenguas ersu-shixing-namuzi
5.1 Ersu (Tosu)
5.2 Shixing
5.3 Narmuzi (Namuyi)
6. Lenguas Zhaba-Queyu
6.1 Zhaba (Zaba)
6.2 Queyu

## Descripción lingüística

### Fonología
Algunas lenguas qiang poseen consonantes retroflejas procedentes de grupos consonánticos de velar+líquida:
|                          | Proto-TB | Dayang | Jinghua | Taoba  | Lahu        |
| ------------------------ | -------- | ------ | ------- | ------ | ----------- |
| 'águila, buitre, halcón' | *glaŋ    | ʈɒ     | tʂɒ13   | tʂɛ35  | (Jg. gəlaŋ) |
| 'cuerno'                 | *krəw    | ʈhǔ    | tʂhy55  | tʂhű53 | khɔ         |
| 'seis'                   | *d-kruk  | ʈh«u   | tʂhu13  | tʂhu35 | khɔʔ        |
| 'estrella'               | *ʔ-grəy  | ɖǐ     | dʐə13   | dʐə35  | məʔ-kə      |
| 'enroscar'               | *kriŋ    | ɖǔ     | dʐy55   | dʐű53  | khɛ         |

### Comparación léxica
Los numerales en diferentes lenguas qiang son:
| GLOSA | Qiang | Qiang | Prinmi | Prinmi | Muya  | Guiqiong | Ersu-Shixing | Ersu-Shixing | Ersu-Shixing | Zhaba-Queyu | Zhaba-Queyu | PROTO- QIANG |
| GLOSA | Norte | Sur   | Norte  | Sur    | Muya  | Guiqiong | Ersu         | Shixing      | Namuyi       | Zhaba       | Queyu       | PROTO- QIANG |
| ----- | ----- | ----- | ------ | ------ | ----- | -------- | ------------ | ------------ | ------------ | ----------- | ----------- | ------------ |
| '1'   | a     | a tʃi | ti     | ti     | tɐ    | tɑ       | tə           | dʑĩ          | tɕi          | tə tɕã      | ɛ           | *ti          |
| '2'   | ɣnə   | ȵi    | ni     | ni     | nɯ    | ȵi       | nə           | ȵɛ           | ȵi           | na tɕã      | nɛ          | *g-ni        |
| '3'   | kʰsi  | tsʰi  | sã     | sɑ̃u    | so    | sɔ̃       | si           | sɐ           | so           | su tɕã      | sɪ          | *sã *k-si    |
| '4'   | gʐə   | dʒɿ   | ʐə     | ʒɛ     | ʐɐ̠    | tsɿ      | zo           | ʒuɐ          | zɪ           | ʑi tɕã      | dʌ          | *ʐi (*ʐuɐ)   |
| '5'   | ʁuɑ   | ʁuɑ   | wə     | ɣuɑ̃    | ŋɑ    | ŋɛ̃       | ŋuɑ          | ɦɑ̃           | ŋa           | ŋua tɕã     | ŋøi         | *(ʁ-)ŋʷa     |
| '6'   | χtʂə  | χtʂu  | ʈʰɯ    | tʂʰu   | tɕʰyi | kʰo      | tsʰu         | tɕʰo         | qʰu          | tʂʰõ tɕã    | tsʰo        | *tʂʰu *kʰu   |
| '7'   | stə   | ɕiŋ   | n̥ə     | xiɛ̃    | ȵyi   | ȵĩ       | sɿ n̩         | ʂɛ̃           | ʂɪ           | n̥a tɕã      | sn̥ɛ         | *s-ni        |
| '8'   | kʰaʴ  | tʂʰe  | ɕyɛ    | ʂuɛ    | ɕyɐ   | je       | ʒɿ           | ɕyi          | hĩ           | ɕyɛ tɕã     | ɟje         | *ɟya         |
| '9'   | rguə  | χɡuə  | ɟi     | sgiɯ   | nɡuɯ  | ɡui      | nɡə          | ɡuɐ          | ŋgu          | ɡɯ tɕã      | nɡʌ         | *-guə        |
| '10'  | hədiu | χɑdy  | kɐtin  | qastiɛ̃ | ɦɛkø  | sɿ       | tsʰɛ tsʰɛ    | qɛ           | χo           | xa tõ tɕã   | tsʰɿ        | *xa tiu      |